# Кармышев, Лакай Кармышевич
Лакай Кармышевич Кармышев (1930, кишлак Чильча, Советский район, Кулябская область, Таджикская ССР, СССР) — советский и таджикский государственный деятель, председатель  Горно-Бадахшанского облисполкома (1970—1972).

## Биография
Родился в крестьянской семье. Член ВКП(б) с 1952 г. В 1951 г. окончил Кулябский учительский институт, в 1961 г. — Высшую партийную школу при ЦК Компартии Узбекистана.
Трудовую деятельность начал в 1945 г. учителем восьмилетней школы им. Фрунзе Советского района.
- 1951—1953 гг. — заведующий отделом народного образования исполкома Советского районного Совета депутатов трудящихся Таджикской ССР,
- 1953—1954 гг. — заведующий отделом пропаганды и агитации Советского районного комитета КП Таджикистана,
- 1954—1957 гг. — председатель исполкома Советского районного Совета депутатов трудящихся Таджикской ССР,
- 1957—1961 гг. — слушатель ВПШ в Ташкенте,
- 1961—1967 гг. — директор овцеводческого совхоза «Кангурт» Советского района Таджикской ССР,
- 1967—1970 гг. — первый секретарь Фархорского районного комитета КП Таджикистана,
- 1970—1972 гг. — председатель исполкома Совета депутатов трудящихся Горно-Бадахшанской автономной области Таджикской ССР,
- 1972—1984 гг. — председатель Комитета народного контроля Таджикской ССР.

Избирался депутатом Верховного Совета Таджикской ССР, членом ЦК и бюро ЦК Компартии Таджикистана.

## Награды и звания
Награждён тремя орденами Трудового Красного Знамени, орденом «Знак Почета», тремя медалями.